# Eumetopus
Eumetopus (лат.) — род жуков из семейства Epimetopidae.

## Описание
Водные жуки мелкого размера, вытянутой формы, слабо выпуклые. Длина тела от 2,5 до 3,5 мм. Усики состоят из 9 антенномеров. Глаза крупные. Лапки 5-члениковые. Между пронотумом и надкрыльями  глубокая перетяжка. Надкрылья равномерно широкие, закругленные сзади, с выпуклостями-туберкулами. От близких родов отличается открытыми сзади углублениями передних тазиков; метастернум с крупной поперечной хорошо отграниченной гладкой областью сзади. Род встречается в Афротропике (Гана, Заир) и Южной Азии (Индия, Шри-Ланка).

## Классификация
Известно 8 видов. Род Eumetopus был выделен в 1949 году британским энтомологом John Balfour-Browne (1907–2001).
- Eumetopus acutimontis Ji, Lanzhu & Jäch, 1998[4]
- Eumetopus asperatus (Champion, 1919)
- Eumetopus bullatus (Sharp, 1875)
- Eumetopus flavidulus (Sharp, 1890)
- Eumetopus maindroni (Régimbart, 1903)
- Eumetopus schuelkei Jäch, 2002[7]
- Eumetopus tibialis Ji, Lanzhu & Jäch, 1998[4]
- Eupotemus tuberculatus Bilton & Bird, 2023[8]
- Eumetopus weigeli Skale & Jäch, 2003[9]